# Birgitte Korremann
Birgitte Korremann (født 23. februar 1942) var en dansk atlet medlem af Frederiksberg IF som i 1960'erne vandt flere DM-medaljer i højdespring og kuglestød.

## Personlige rekorder
- Diskoskast: 42,37 1971
- Kuglestød: 12,99 1962

## Danske mesterskaber
- Sølv 1968 Kuglestød 12,51
- Sølv 1967 Kuglestød 12,50
- Sølv 1966 Kuglestød 12,06
- Sølv 1965 Kuglestød 12,08
- Sølv 1964 Kuglestød 11,80
- Sølv 1964 Højdespring 1,55
- Sølv 1963 Højdespring 1,58
- Sølv 1963 Kuglestød 12,92
- Sølv 1962 Kuglestød 12,99
- Sølv 1961 Kuglestød 12.29
- Bronze 1960 Højdespring 1,50
- Bronze 1960 Kuglestød 11,90